# Senato (Palau)
Il Senato di Palau (in palauano Olbiil era Kelulau) è la camera alta del Congresso nazionale di Palau. Essa è affiancata dalla Camera dei Delegati, che svolge il ruolo di camera bassa.

## Composizione e poteri
L’Assemblea è composta da 13 delegati, aventi mandato quadriennale. Essi rappresentano il popolo e compongono il potere legislativo del paese, la quale ha, oltre al compito di legiferare, quello di redigere il bilancio statale.